# جورج شانون
جورج شانون (بالإنجليزية: George W. Shannon) هو صحفي ومُحرِّر وسياسي أمريكي، ولد في 20 فبراير 1914 في إل دورادو في الولايات المتحدة، وتوفي في 25 أبريل 1998 في شريفبورت في الولايات المتحدة.